# Hare Bay (gemeente)
Hare Bay is een gemeente (town) in de Canadese provincie Newfoundland en Labrador. De gemeente ligt aan de Kittiwake Coast in het oosten van het eiland Newfoundland.

## Geografie
Hare Bay grenst in het oosten aan de gemeente Dover en is bereikbaar via provinciale route 320. De gemeente ligt aan de oevers van Hare Bay, een inham van Bonavista Bay, een grote baai aan de oostkust van het eiland Newfoundland. Vanaf de kust van de gemeente is Hare Bay Island prominent zichtbaar.

## Demografie
Demografisch gezien is Hare Bay, net zoals de meeste kleine dorpen op Newfoundland, aan het krimpen. Tussen 1991 en 2021 daalde de bevolkingsomvang van 1.387 naar 925. Dat komt neer op een daling van 462 inwoners (-33,3%) in dertig jaar tijd.
| Jaar | Aantal inwoners | Verschil |
| ---- | --------------- | -------- |
| 1991 | 1.387           | –        |
| 1996 | 1.224           | -11,8%   |
| 2001 | 1.065           | -13,0%   |
| 2006 | 1.020           | -4,2%    |
| 2011 | 1.031           | +1,1%    |
| 2016 | 969             | -6,0%    |
| 2021 | 925             | -4,5%    |